# 尤寧鎮區 (北卡羅萊納州羅伯遜縣)
尤寧鎮區（英語：Union Township）是位於美國北卡羅萊納州羅伯遜縣的一個鎮區。

## 地方資料
尤寧鎮區的面積為112.15平方千米，皆為陸地。根據2020年美國人口普查的數據，當地共有人口2341人，而人口密度為每平方千米20.87人。